# Metak
 (février 2020).
Metak est un groupe de musique rock croate de Split, formé en 1980,.

## Membres
- Željko Brodarić
- Matko Jelavić
- Zlatko Brodarić
- Mirko Krstičević
- Ranko Boban
- Doris Tomić

## Discographie

### Albums
- 1979 : U Tetrapaku
- 1980 : Da mi je biti morski pas
- 1981 : Ratatatija

### Singles
- 1978 : Šijavica/Gastabajterska
- 1979 : Ona ima svoju dragu mamu/Revoler
- 1980 : Da mi je biti morski pas/Rock'n roller